# Carlos Alberto Miguel
Carlos Alberto Miguel (La Plata, 5 de julio de 1944-Avellaneda, 8 de octubre de 1974) fue un estudiante de la Facultad de Ciencias Veterinarias de la UNLP, militante peronista y dirigente gremial. Se graduó como bachiller en el Colegio Nacional de La Plata. Comenzó a trabajar de joven en la Dirección Provincial de Hipódromos como vendedor de entradas, y luego pasó a dedicar gran parte de su tiempo a la vida universitaria y la militancia. Fue asesinado por una patota parapolicial el 8 de octubre en Sarandí, Avellaneda, junto a su compañero de militancia Rodolfo Francisco Achem.

## Primeros años, estudios y militancia
Militó en la Juventud Peronista (JP) y fue fundador y dirigente estudiantil de la Federación Universitaria de la Revolución Nacional (FURN) junto a Rodolfo "El turco" Achem, en 1966, y más tarde de la Juventud Peronista de La Plata. Fue cuadro peronista y montonero, y se mantuvo activo hasta el momento de su asesinato en 1974.
Estudió y se graduó en la Facultad de Ciencias Veterinarias, de la UNLP, donde se desempeñó como Ayudante Alumno, primero becado y luego rentado, de la cátedra de Histología y Embriología entre el 1 de abril de 1962 hasta el 31 de marzo de 1971. Fue Secretario de Asuntos Académicos entre mayo de 1973 y abril de 1974, y Director del Departamento Central de Planificación de la Universidad Nacional de La Plata. Durante este período tuvo un rol clave para la implementación de un nuevo proyecto político en la UNLP, el cual se vio plasmado en el documento “Bases para una Nueva Universidad”.
A su vez, fue referente de la Asociación de Trabajadores de la Universidad Nacional de La Plata (ATULP), espacio al cual pertenecía en tanto que trabajador No-docente y representante gremial.

## La primavera camporista
Con la vuelta de la democracia y de Juan Domingo Perón, en el contexto de la llamada primavera camporista, la actividad de los sindicatos, partidos, clubes y demás fuerzas políticas alcanzó un nivel de intensidad y organización nunca antes visto. La actividad gremial de personajes como Carlos Alberto Miguel se insertó en un contexto marcado por el estrechamiento de lazos entre las distintas regionales de los gremios y la articulación de un movimiento obrero fuerte. Esto se puede ver, por ejemplo, en la articulación “horizontal” entre ATULP y otros sindicatos de trabajadores no-docentes en la FATUN, y la articulación “vertical” bajo la cúpula de la CGT. En este marco fue posible concebir nuevos proyectos como el plasmado en “Bases para la nueva Universidad”, atravesados por la cuestión de la liberación, la participación popular y de los trabajadores en la dirección de los espacios universitarios y la realidad política tanto del país como de la región.

## Los no-docentes y la participación en la política universitaria
En ese contexto, los propios trabajadores no-docentes concibieron su participación en la dirección y organización de la vida universitaria de una manera diferente. A diferencia de tiempos pasados, todos los actores (no-docentes, docentes y alumnos) buscaron colaborar para impulsar una política universitaria que buscara salir del encierro que, según se entendía en ese momento, había propugnado el mundo académico respecto de los problemas que sufría la sociedad en general. El papel de los trabajadores no-docentes y de la ATULP, dirigida por Ernesto "Semilla" Ramírez, fue clave en ese sentido, ya que permitió entroncar los reclamos y las luchas de la Universidad con la más amplia esfera de los trabajadores en el espacio nacional.
Con la escalada de violencia y la mayor persecución de los activistas políticos desplegada a partir de 1974, estos actores denominados como “subversivos” (por estos años, esta palabra pasó a ser moneda corriente para designar y criminalizar arbitrariamente a aquellos que militaban y/o protestaban por un cambio profundo en las formas y condiciones de vida de la sociedad, o que sólo no estaban de acuerdo con las autoridades) se convirtieron en un blanco de las autoridades y las patotas y grupos parapoliciales.

## Asesinato

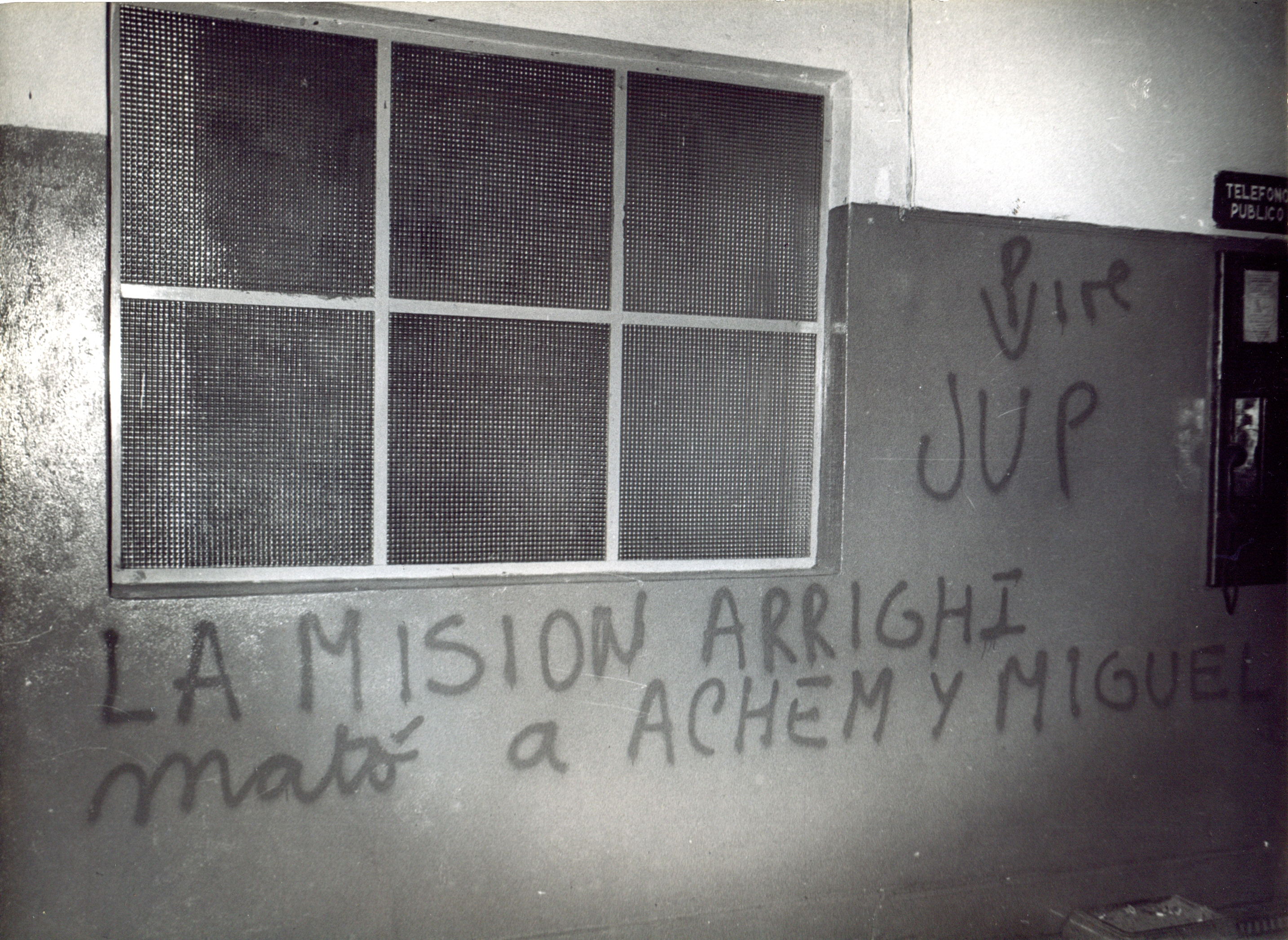
Pintada en la Universidad Nacional de la Plata tras los asesinatos de dos dirigentes sindicales, Rodolfo Francisco Achem y Carlos Alberto Miguel. 9 de diciembre de 1974.

El 8 de octubre de 1974 fue secuestrado en calle 12 y 44 por una patota parapolicial junto a Rodolfo Achem, mientras se dirigían desde la sede de ATULP a una reunión con dirigentes de la FUBA. Ese mismo día sus cuerpos fueron hallados en la zona costera de Sarandí (Avellaneda). Su caso aún espera justicia.
Sus asesinatos se dieron en un contexto de radicalización y profundización de la violencia, marcada por la persecución y criminalización de los activistas políticos. Aún bajo un gobierno electo democráticamente, pero con una serie de patotas y grupos parapoliciales ya en actividad, sus asesinatos marcaron lo que podría ser visto como una interrupción de una experiencia y un proyecto popular y de liberación de la Universidad Nacional de La Plata en su conjunto, según los propios protagonistas, y un adelanto de lo que vendría.
Estas experiencias de militancia se convertirían en el blanco del genocidio llevado adelante en el marco del terrorismo de Estado implantado en la Argentina a partir del Golpe de Estado de 1976, marcando no sólo un nuevo ciclo de estas prácticas represoras sino también una profundización de las mismas. Lo cual puede evidenciarse en el circuito de centros clandestinos de detención, tortura y exterminio y en la coordinación de las distintas fuerzas a nivel nacional.

## Reconocimiento
A modo de homenaje, por ordenanza N° 9794/04 del Concejo Deliberante de la Municipalidad de La Plata, desde el año 2004, la calle 48 entre 6 y 7 lleva el nombre “Rodolfo Achem y Carlos Miguel”. Además, en 2014 se colocó una marca urbana en la entrada del edificio del Rectorado de la Universidad, en el marco del Programa "Baldosas Blancas de la Memoria, la Verdad y la Justicia", y en 2021 fue colocada una señalización y una placa que acompañan a la imagen colocada en el edificio “Sergio Karakachoff” en calle 48 entre 6 y 7, La Plata (en ella se lo puede ver junto a su compañero de militancia Rodolfo Achem). A su vez, sus nombres acompañan al de "Semilla" Ramírez en el reciente barrio de viviendas inaugurado en 2022, destinado a trabajadores no-docentes de la UNLP y sus familiares.